# Suran (Aleppo)
Suran (arab. صوران) – miasto w Syrii, w muhafazie Aleppo. W 2004 roku liczyło 6998 mieszkańców.